# 타불라 라사
타불라 라사(tabula rasa, 라틴어로 "깨끗한 석판")는 인식론에서 어떤 개인인 인간이 태어날 때에는 정신적인 어떠한 기제도 미리 갖추지 않고 마음이 '빈' 백지와도 같은 상태로 태어나며 출생 이후에 외부 세상의 감각적인 지각활동과 경험에 의해 서서히 마음이 형성되어 전체적인 지적 능력이 형성 된다는 개념이다.
이는 '태어나는 것인가? 길러지는 것인가?'에 대한 논쟁에서 어떤 개인의 개성, 사회적 감정적 행동과 지성이 양육되어 형성되는 특질이라는 것을 지지하는 것이다.

## 철학
서양 철학사에서 “Tabula rasa”라는 개념은 아리스토텔레스의 저작인 「영혼에 관하여」에 등장하는 ‘미 기입된 서판’의 개념에까지 소급할 수 있다. 해당 개념과 관련하여 아리스토텔레스의 저작 중에서 가장 잘 알려진 부분은 다음과 같다.
- 우리가 일반적인 요소들과 상호작용하고 있는 것들에 대한 어려움이 처리되지 않는 상태라면, 우리가 우리의 마음에 대해 이야기 할 때, 비록 실제로 생각하기 전까지 실재하지 않음에도 불구하고 잠재된 감각은 무엇이든 떠올릴 수 있다.[1]

- 덕에 영향을 받은 무언가는 그것에 대한 실질적인 논의 이전에 지성의 작용으로 인해 잠재적으로 우리 사고 안에 영향을 미치며, 비록 이것이 실재하기 이전에 이에 대한 생각은 우리 사고 안에 같은 방식으로 잠재되어 실제로 존재하기 전에도 각인되어 있다. 이는 지성이 작동하는 사례로 볼 수 있다.[2]

이 같은 사고는 스토아 학파에 의해 고대 그리스 철학에서 더욱 발전했다. 스토아학파의 인식론은 본래 우리의 생각은 비어 있지만 외부 세계에서 비롯되는 지식을 요구함을 강조한다. 학설지가인 아에티우스는 스토아 학파의 주장을 ‘사람이 처음 태어날 때 그 사람은 무언가 쓰일 수 있는 종이같은 마음을 지니고 있다.’고 정리한다. 디오게네스 라우레티우스는 스토아 학파이자 저명한 철학자인 키티움의 제논의 견해에 동의한다.
- 지각은 다시 말해 우리 마음의 감정에 의해 생성되며 이는 ‘밀봉된 왁스판 위’라는 적절한 표현을 통해 이해될 수 있다. 아울러 지각은 이해될 수 있는 것(가지각)과 이해될 수 없는 것(불가지각)으로 나뉜다. 전자는 객체에서 기인하는 사실의 기준을 의미하기 때문에 동시에 실제 대상과 상응한다. 이와 반대로 후자는 어떠한 객체와의 관련성도 없다. 혹여라도 불가지각이 객체와의 관련성을 지닌다 하더라도 이는 상응할 수 없고 오히려 애매하거나 또렷하지 않은 상을 나타낸다.[3]

11세기에 이르러 Tabula rasa의 개념은 페르시아 출신의 철학가인 아비체나(아랍명 : 이븐 시나)에 의해 보다 명확해진다. 그는 “인간의 지성은 탄생부터 빈 서판을 닮아 있고, 교육과 개인이 알게 될 내용에 의해 작성될 잠재력을 지니고 있다.”고 주장한다. 또한 그에 의하면 지식은 이 세상에서 하나의 추상적 개념을 지닌 객체와 경험적 친근성을 형성하면서 획득된다고 밝힌다. 또한 지식은 이성적인 삼단논법을 통해 발전되며 보다 추상적인 개념으로 유도하는 하나의 명제 진술로 귀결된다. 나아가 아비첸나는 “통계적이거나 수적 기반을 두고 발전하는 지식은 장차 실제적인 지식을 획득할 수 있는 잠재력을 지니며, 인간 지식은 지식의 완벽한 총체를 보인다”라고 지식 그 자체를 중시한다.
12세기에 들어 안달루시아계 이슬람의 철학자 및 소설가이며 이븐 투파일 (라틴어:Abubacer)은 Tabula rasa 이론을 그가 저술한 아랍 철학소설에서 실험적인 개념으로 논증하였다. 그는 해당 소설에서 사회의 관심을 받지 못하고 살아가는 아이가 황폐한 섬에서 홀로 지내며 유아기부터 성인기에 이르기까지 사회적인 고립 속에서 나타내는 심적 발달단계를 묘사하였다. 그 소설은 1671년 성서학자인 Edward Pococke에 의해 스스로 성장한 철학자라는 뜻인 ‘Philosophus Autodidactus’ 라는 라틴어 번역본으로 출간되었다. 이는 뒤이어 존 로크에게 영감을 주어 추후 인간 지성론에서 나타나는 Tabula rasa 개념정립에까지 지대한 영향을 미쳤다.
13세기에 들어서 성 토마스 아퀴나스는 Tabula rasa와 관련하여 아리스토텔레스와 아비첸나의 주장을 적극적으로 수용하여 그리스도교적 사상으로 정립시켰다. 그의 사상적 체계는 인간의 마음이 지상에서 인간의 육신과 결합되기 이전에 독립적인 상태로 이데아계의 어느 곳에 선재하고 있다는 플라톤의 사상과 급격한 대립을 이루었다. (이 같은 플라톤의 사고는 그의 저서 파이돈과 변론뿐 아니라 다른 저작에서도 쉽게 발견할 수 있다.) 13세기의 철학자인 성 보나벤투라는 성 토마스의 사상체계에 플라톤의 사상체계를 준거로 하여 열성적으로 지적 투쟁을 감행했다.
아비첸나와 이븐투필 그리고 성 토마스의 Tabula rasa 이론과 관련된 저작들은 이후 수 세기 동안 진척되거나 검증되지 않은 상태로 남아 있었다. 가령, 중세 영국의 법학자였던 John Fortescue는 그의 저작인 ‘영국 법률의 칭송에 관하여’ 영어: In Praise of the Laws of England / 라틴어:De Laudibus)에서 Tabula rasa에 대해 언급한다. 저자는 해당 개념을 왕실의 왕자들을 위시하여 일반적으로 어린아이들의 교육을 위한 기본 바탕으로 강조한다.
- “그러므로 왕자는 그의 나이가 어리거나, 그의 심성이 아직 깨끗할 때 그곳에 무언가를 강조할 수 있게 된다. 만약 그렇지 않으면 추후에라도 보다 기쁘게 그 이미지들을 기입할 수 있을 것이다.”[4]

그러나 근대에 들어서 이 개념은 경험론자인 존 로크의 지대한 영향을 받았다. 특히 그는 저작 인간 지성론(Essay Concerning Human Understanding) 제 2권 1장 2절에서 '백지'라는 개념을 이용한다. 로크의 철학체계 안에서 Tabula rasa는 인간은 그 출생에서부터 비어있는 서판의 형태로 탄생되며, 이는 선재된 지식이 아닌 동시에 인간의 후천적 감각 경험에 의해서만 지식이 추가될 수 있다고 이해된다. 존 로크 경험론의 중심 사상은 그의 2번째 저술에 담긴 내용에서부터 그 기원을 찾을 수 있다. 그가 이해하기로 Tabula rasa는 각 개인이 백지의 상태로 태어나는 것과 더불어 그들이 지닌 개인적 자유까지 포함하는 개념이다. 각 개인은 그들이 지닌 고유한 성격에 의해 규정된다. 그러나 이 지점에서 인간의 종적 차이는 구별되지 않는다. 이와 같은 자율적이고도 주체적 자아에 대한 가정은 추후 로크의 자연권 사상에까지 영향을 미쳤다. 아울러 Tabula rasa와 관련한 그의 사상은 종종 토머스 홉스의 인간본성론인 천부인권사상과 비교되기도 한다.
18세기 스위스 태생의 철학자 장자크 루소는 Tabula rasa 개념을 이용하여 미래 사회의 복지와 농업에 대한 그의 주장을 뒷받침 하였을 뿐만 아니라 인간 본성에 관한 논의까지 이어나갔다. 왜냐하면 Tabula rasa라는 개념이 인간이 채워지지 않은 빈 서판의 상태로 태어났다는 것을 의미하기 때문이다. 그는 이 같은 관점에 입각하여 인간이 반드시 복지 시스템을 만들어야 한다고 주장했다.
한편 Tabula rasa 개념은 지그문트 프로이트의 심리학에서도 엿볼 수 있다. 프로이트는 개인의 성격적 특징을 가족적 역동성 안에서 형성되는 것으로 보았다. (참조:오이디푸스 콤플렉스) 프로이트의 이론은 인간을 자유의지를 결여한 존재로 상정했으나 어느정도 개인적 특성은 유전적 영향을 받는다고 보았다. 따라서 프로이트 심리학에서는 개인의 성격 형성에 미치는 주요 요인으로 가족 내 양육을 꼽기도 한다. Tabula rasa 개념은 20세기에 들어 사회과학 전 분야에서 보편적으로 논의되기 시작하였다. 초기 우생학에서는 인간의 지능이 그가 속한 사회적 계급과 밀접한 상관관계를 지니는 것으로 상정했으나, 추후 이 주장은 기각되었다. 오히려 이와 같은 주장은 인종차별주의로 이해되기도 했다. 1970년대까지 존 머니를 위시한 사회과학자들은 유전학에 집중하기 보다는 사회 구조에 기반을 둔 성정체성에 대한 연구를 지속하기도 했다.

## 관련 서적
- 《빈 서판: 인간은 본성을 타고나는가》, 스티븐 핑커 지음, 김한영 옮김, 사이언스 북스, 2002년, ISBN(13) : 9788983711458

## 같이 보기
- 본유주의